# Parti al-Badil al-Hadari
Le Parti al-Badil al-Hadari (en français : Parti de l'alternative civilisationnelle) est un ancien parti politique marocain d’idéologie islamiste créé en 2002. Le parti aurait été dissous le 20 février 2008 à la suite de l'affaire Belliraj, sans qu'il en existe une trace officielle.

## Histoire

### Création
Fondé en 2002 par Mustapha Moatassim, le parti n'a pu obtenir le récépissé du dépôt qu'en 2005. Ceci a empêché le parti de participer aux élections législatives de 2002. Lors des législatives de 2007, le parti a obtenu 15 600 voix (0,3 %) et aucun siège. Il n'a obtenu plus de 1 % des voix que dans 7 des 31 circonscriptions où il se présentait.

### Dissolution du parti
À la suite d'arrestations des cadres dirigeants du parti supposés impliqués dans l'affaire Belliraj, le premier ministre de l'époque, Abbas El Fassi, a annoncé le mercredi 20 février 2008, la dissolution du parti.
Un câble diplomatique américaine du 22 février 2008 publié sur WikiLeaks précise toutefois que « the main arrested politicians were generally viewed as moderates, who had contacts with the Embassy » (la plupart des politiciens arrêtés étaient généralement vus comme des modérés, qui avaient des contacts avec l'ambassade) et un peu plus loin que « When we met them in the spring in 2007, the tone of their discourse was moderate, without any hints of extremism, and they had reputation of being leftist-Islamist » (quand nous les avons rencontrés au printemps 2007, le ton de leur discours était modéré, sans aucun indice d'extrémisme, et ils avaient la réputation d'être gauchistes-islamistes) et que « The Moroccan Association of Human Rights (AMDH), a far-left human rights NGO that traditionally has had cool relations with Islamist political parties, criticized the GOM,s [Government of Morocco] arrest of the politicians, calling for their release, and denouncing the banning of the Al-Badli Al-Hadari party. » (l'AMDH, une ONG d'extrême gauche de défense des droits de l'homme, qui a traditionnellement des relations fraîches avec les partis politiques islamistes, a critiqué l'arrestation des politiciens par le gouvernement matocain, appelant à leur libération, et dénonçant l'interdiction du Parti al-Badil al-Hadari).
Le 18 avril 2012, Mustapha Moatassim, fondateur d'al-Badil al-Hadari, a déposé une demande de lever le gel du parti au chef du gouvernement Abdelilah Benkirane.
En réalité, il n'y a jamais eu "dissolution" mais "gel": "il n’en [de dissolution] existe aucune trace dans le bulletin officiel, et aucun procès-verbal du tribunal administratif n'a été émis, conformément à la loi sur les partis politiques", "d’après la cour d’appel de Rabat, aucune preuve n’existe pour confirmer la décision de dissolution, et donc juridiquement parlant, le parti n’a pas été interdit".